# Глибочанська сільська рада (Житомирський район)
Глибочанська сільська рада — адміністративно-територіальна одиниця та орган місцевого самоврядування у Троянівському, Бердичівському і Житомирському районах Волинської округи, Київської й Житомирської областей Української РСР та України з адміністративним центром у с. Глибочок.

## Населені пункти
Сільській раді підпорядковані населені пункти:
- с. Глибочок
- с. Крути

## Населення
Кількість населення ради, станом на 1923 рік, становила 1 651 особу, кількість дворів — 337.
Відповідно до результатів перепису населення СРСР, кількість населення ради, станом на 12 січня 1989 року, становила 807 осіб.
Станом на 5 грудня 2001 року, відповідно до перепису населення України, кількість мешканців сільської ради становила 691 особу.

## Склад ради
Рада складалася з 12 депутатів та голови.

### Керівний склад сільської ради
| ПІБ                            | Основні відомості                                                                                          | Дата обрання | Дата звільнення |
| ------------------------------ | --- | ------------ | --------------- |
| Левківський Володимир Петрович | Сільський голова, 1949 року народження, освіта, безпартійний                                               | 26.03.2006   | 31.10.2010      |
| Люлька Валерій Петрович        | Сільський голова, 1962 року народження, освіта незакінчена вища, член Всеукраїнського об'єднання «Свобода» | 31.10.2010   | 25.10.2015      |
| Люлька Валерій Петрович        | Сільський голова, 1962 року народження, освіта незакінчена вища, член Всеукраїнського об'єднання «Свобода» | 25.10.2015   | 25.10.2020      |

Примітка: таблиця складена за даними джерела

## Історія
Створена 1923 року в складі сіл Глибочок, Крута (згодом — Крути), хуторів Олендерщина, Омецинщина, Ощипівка, Хатки, Чернеча Рудня та Чирків П'ятківської волості Житомирського повіту Волинської губернії. Після 1923 року х. Омецинщина не числиться на обліку населених пунктів. 8 жовтня 1924 року, відповідно до рішення Волинської ГАТК № 10/5, х. Чернеча Рудня передано до складу Новоруднянської сільської ради Троянівського району. Станом на 10 жовтня 1925 року х. Ощипівка не значиться на обліку, станом на 1 жовтня 1941 року хутори Олендерщина, Хатки та Чирків не перебувають на обліку населених пунктів.
Станом на 1 вересня 1946 року сільська рада входила до складу Троянівського району Житомирської області, на обліку в раді перебували села Глибочок та Крути.
Станом на 1 січня 1972 року сільська рада входила до складу Житомирського району Житомирської області, на обліку в раді перебували села Глибочок та Крути.
У 2010—2020 роках головою сільської ради працював Валерій Люлька, який загинув у 2022 році на Харківщині, під час відбиття російської агресії.
Виключена з облікових даних 17 липня 2020 року; територію та населені пункти ради, відповідно до розпорядження Кабінету Міністрів України № 711-р від 12 червня 2020 року «Про визначення адміністративних центрів та затвердження територій територіальних громад Житомирської області», включено до складу новоствореної Новогуйвинської селищної територіальної громади Житомирського району Житомирської області.
Входила до складу Троянівського (7.03.1923 р.), Житомирського (28.11.1957 р., 4.01.1965 р.) та Бердичівського (30.12.1962 р.) районів.